# Evangelistar von Reims

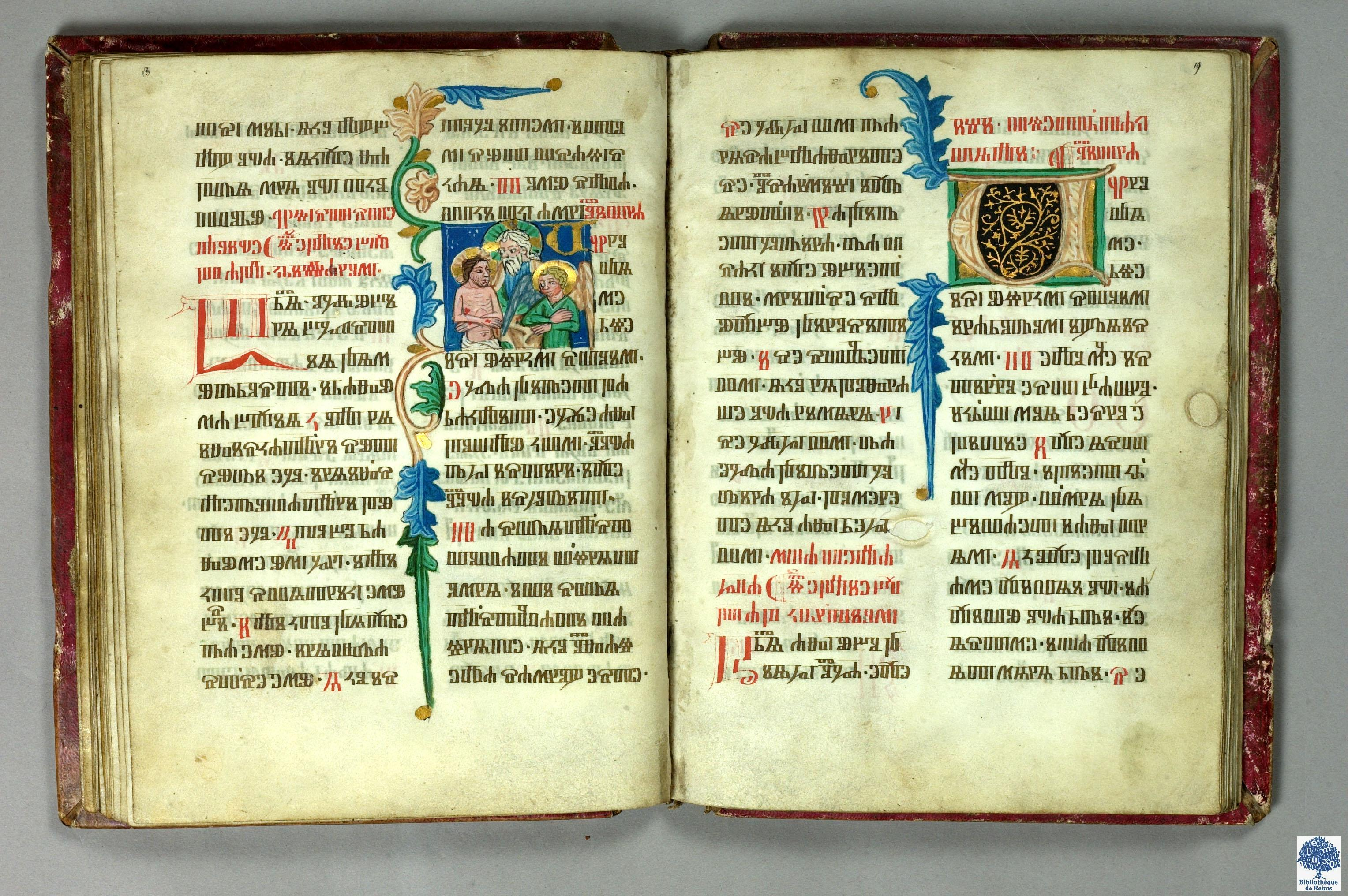
Evangelistar von Reims

Das Evangelistar von Reims ist eine illustrierte Handschrift in kirchenslawischer Sprache aus dem 11. und 14. Jahrhundert.

## Beschreibung
Sie besteht aus 47 Pergamentblättern. 16 Blätter sind in kyrillischer Schrift geschrieben. Diese entstanden in der zweiten Hälfte des 11. Jahrhunderts wahrscheinlich in der Kiewer Rus. Sie haben einige sprachliche Besonderheiten (ę statt a, ž statt žd: rožьestvo statt roždьstvo). 31 Blätter sind in glagolitischer Schrift geschrieben und entstanden 1395 in Prag, wahrscheinlich im Emmauskloster. Diese sind verziert und mit einigen farbigen Miniaturdarstellungen von Szenen aus den Evangelien versehen.
Der kyrillische Text enthält die Textabschnitte aus den Evangelien des Neuen Testaments für die liturgische Lesung vom 27. Oktober bis 1. März nach griechisch-orthodoxem Ritus. Die glagolitischen Blätter enthalten die Perikopen für die Zeit von Palmsonntag bis Mariä Verkündigung (25. März) nach römisch-katholischem Ritus.

## Geschichte
Der kyrillische Teil soll vom heiligen Prokop in Böhmen im 11. Jahrhundert geschrieben worden sein, so eine Anmerkung am Ende der Handschrift. Dort war die kyrillische Schrift allerdings nie gebräuchlich. Nach linguistischen Erkenntnissen entstand er in der Kiewer Rus (oder dem Bulgarischen Reich).
1395 wurde der glagolitische Teil auf Initiative von Kaiser Karl IV. angefertigt, wahrscheinlich unter Mithilfe dalmatinischer Mönche.
Während der Hussitenkriege gelangte die Handschrift nach 1451 nach Konstantinopel. Kardinal Karl von Lothringen brachte sie nach Frankreich und übergab sie 1554 dem Reimser Domschatz. Die beiden letzten französischen Könige sollen im 18. Jahrhundert den Krönungseid auf dieses Evangelistar geleistet haben (?).
Heute befindet sich die Handschrift in der Bibliothèque Municipale in Reims unter der Signatur Ms 255.